# Sampson County
Sampson County är ett administrativt område i den amerikanska delstaten North Carolina med 63 431 invånare.  Den administrativa huvudorten (county seat) är Clinton.
Countyt grundades 1784 och fick sitt namn efter John Sampson, den första borgmästaren i Wilmington, North Carolina. Området hade tidigare hört till Duplin County.
USA:s 13:e vicepresident William R. King föddes i Sampson County.

## Geografi
Enligt United States Census Bureau så har countyt en total area på 2 454 km². 2 449 km² av den arean är land och 5 km² är vatten. 

### Angränsande countyn
- Johnston County - norr
- Wayne County - nordost
- Duplin County - öster
- Pender County - sydost
- Bladen County - sydväst
- Cumberland County - väster
- Harnett County - nordväst